# درویش محمدشاه
درویش محمدشاه، روستایی است از توابع بخش مرکزی شهرستان جویبار در استان مازندران ایران.

## جمعیت
این روستا در دهستان سیاهرود قرار داشته و براساس آخرین سرشماری مرکز آمار ایران که در سال ۱۳۸۵ صورت گرفته، جمعیت آن ۲۷۵نفر (۷۴خانوار) بوده‌است.

## سیکاپل
پل تاریخی سیکاپل (سیکا که در زبان محلی مازنی به اردک گفته میشود)روایتی قدیمی است که رود سیاهرود مابین مقبره درویش محمد شاه و شهرستان جویبار قرار داشته و برای تردد آسان تر مردم روستا با جویبار پیر زنی تخم اردک های خود را جمع آوری نموده و به معماری داده تا پلی بسازد و مردم از آن رفت و آمد کنند.(به همین خاطر به این پل سیکا پل نیز گفته میشود که مردم شهرستان جویبار بیشتر این پل را به سیکا پل میشناسند) که به پل درویش محمدشاه نیز معروف است در این روستا و نزدیکی شهر جویبار و بر روی سیاهرود قرار دارد. این پل در دوره قاجار ساخته شده و احتمال می‌رود بیشتر از ۲۰۰ سال از ساخت آن گذشته باشد. مقبره امامزاده درویش محمد شاه که گفته می‌شود از نوادگان علی بن حسین از امامان شیعه می‌باشد در فاصله ۳۰۰ متری این پل قرار دارد.